# Punta Gorda (Belize)
Punta Gorda, nota come P.G. e chiamata dal popolo garifuna Peini, è una città del Belize, capitale del distretto di Toledo, si tratta del principale insediamento nel sud del paese e si trova a circa 100 km da Dangriga. Nonostante la città abbia un nome spagnolo, i suoi abitanti sono principalmente anglofoni, soprattutto Garifuna, discendenti di africani e caraibici neri.
Punta Gorda era un piccolo villaggio di pescatori prima di essere abitata da emigranti Garifuna provenienti dall'Honduras nel 1823. Oggi è un porto ed una città peschereccia posta sul golfo dell'Honduras del mar dei Caraibi.

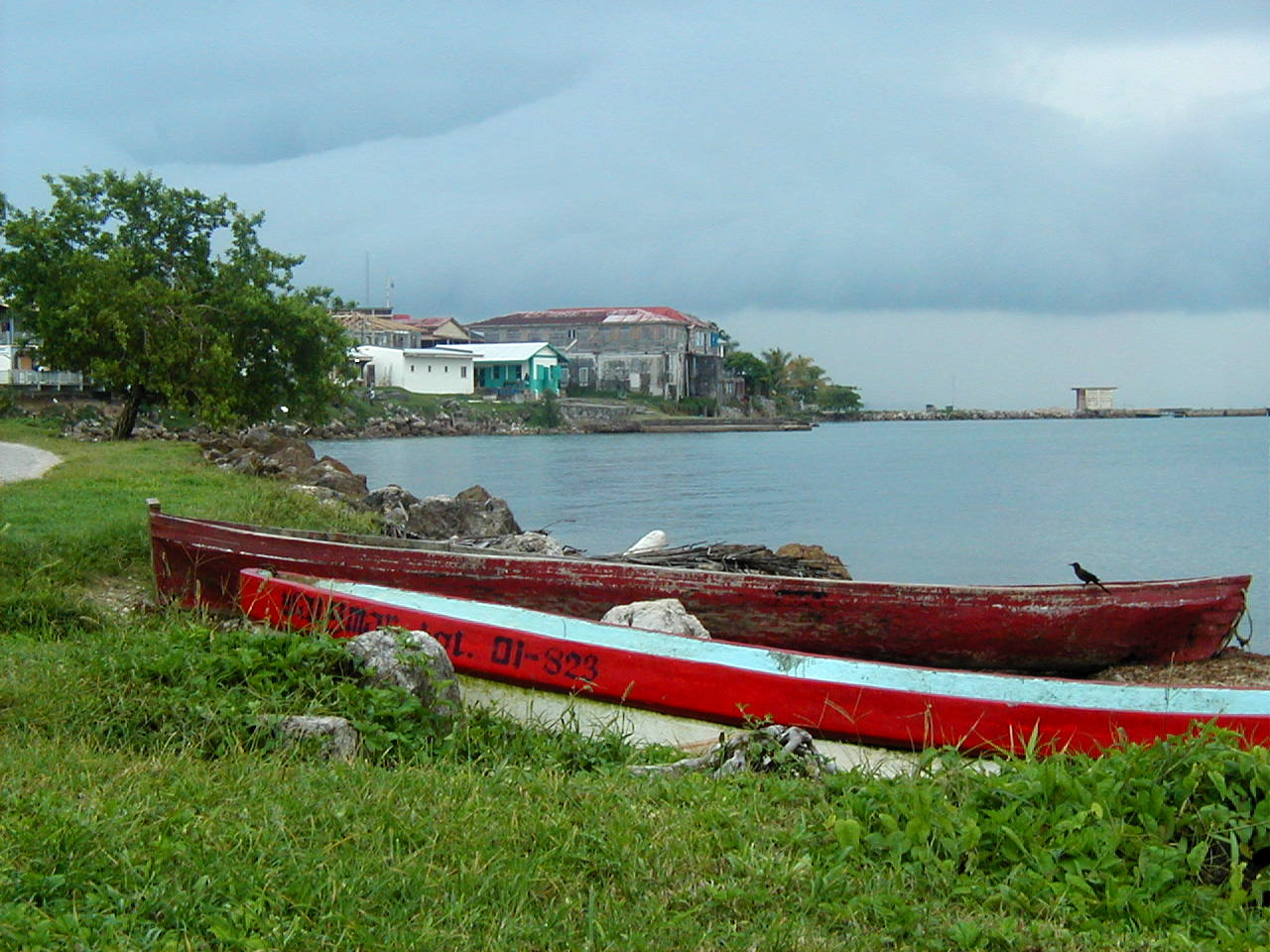
Barche ormeggiate sulla costa di Punta Gorda

Attualmente la città ha il maggior numero di posti letto (per turisti)/pro capite di tutto il Paese perché, nonostante la cittadina di confine non abbia un grande patrimonio, la ricchezza delle rovine maya della zona attraggono i turisti più avventurosi.
Al centro della città si eleva una colorita torre dell'orologio, bianca e azzurra, fatta costruire da un politico locale per celebrare se stesso ed il suo partito.
Il mercoledì ed il sabato sono i giorni del mercato che si sviluppa lungo la strada principale della città ed attira venditori da tutto il distretto, riempiendo di colori ed odori, soprattutto indios, da tutte le parti del distretto.
Tra i personaggi famosi di Punta Gorda si ricorda il musicista paranda Paul Nabor.